# MOL Liga 2014/15
Die Spielzeit 2014/15 war die siebte reguläre Austragung der internationalen MOL Liga, der höchsten gemeinsamen Eishockeyspielklasse Rumäniens und Ungarns. Meister wurde der Miskolci Jegesmedvék JSE aus Miskolc, der ihm Playoff-Finale den HC Nové Zámky mit 4:0 besiegte.

## Teilnehmer
In dieser Saison wurde der Debreceni HK als achtes Mitglied der Liga aufgenommen.
- ASC Corona 2010 Brașov aus Brașov
- HSC Csíkszereda aus Miercurea Ciuc, ung. Csíkszereda
- Debreceni HK aus Debrecen
- Dab.Docler aus Dunaújváros
- Ferencváros ESMTK aus Budapest
- Miskolci Jegesmedvék JSE aus Miskolc
- Újpesti TE aus Budapest
- HC Nové Zámky aus Nové Zámky

## Hauptrunde
Gespielt wurden drei Doppelrunden (mit jeweils einen Heim- und Auswärtsspielen gegen jede Mannschaft), was insgesamt 42 Spiele für jede Mannschaft ergab.

### Tabelle
| Pl. |                          | Sp | S  | OTS | OTN | N  | Tore    | Punkte |
| --- | ------------------------ | -- | -- | --- | --- | -- | ------- | ------ |
| 1.  | Miskolci Jegesmedvék JSE | 42 | 24 | 7   | 3   | 8  | 178:088 | 89     |
| 2.  | Dab. Docler              | 42 | 25 | 6   | 1   | 10 | 141:108 | 88     |
| 3.  | HC Nové Zámky            | 42 | 21 | 5   | 3   | 13 | 171:137 | 76     |
| 4.  | ASC Corona 2010 Brașov   | 42 | 20 | 2   | 10  | 10 | 139:123 | 74     |
| 5.  | Debreceni HK             | 42 | 16 | 3   | 4   | 19 | 132:134 | 58     |
| 6.  | Újpesti TE               | 42 | 12 | 4   | 4   | 22 | 122:175 | 48     |
| 7.  | Ferencváros ESMTK        | 42 | 12 | 3   | 4   | 23 | 114:151 | 46     |
| 8.  | HSC Csíkszereda          | 42 | 4  | 4   | 5   | 29 | 101:182 | 25     |

Abkürzungen:  Pl. = Platz, Sp = Spiele, S = Siege, OTS = Siege nach Verlängerung (Overtime), OTN = Niederlagen nach Verlängerung, N = Niederlagen

## Play-offs

### Viertelfinale
| Serie                                 | Endstand | Spiel 1                        | Spiel 2             | Spiel 3             |
| Újpesti TE – HC Nové Zámky            | 1:2      | 3:4 n. V. (0:3, 2:0, 1:0, 0:1) | 3:1 (1:0, 0:0, 2:1) | 1:5 (0:1, 0:2, 1:2) |
| Debreceni HK – ASC Corona 2010 Brașov | 1:2      | 2:1 (1:0, 1:1, 0:0)            | 0:5 (0:2, 0:2, 0:1) | 3:5 (1:2, 2:3, 0:0) |

### Halbfinale
| Serie                                             | Endstand | Spiel 1                        | Spiel 2             | Spiel 3             | Spiel 4                        | Spiel 5             | Spiel 6 | Spiel 7 |
| Miskolci Jegesmedvék JSE – ASC Corona 2010 Brașov | 4:0      | 3:2 n. V. (0:1, 1:0, 1:1, 1:0) | 4:2 (2:1, 2:0, 0:1) | 4:3 (1:1, 1:1, 2:1) | 2:0 (1:0, 1:0, 0:0)            | –                   | –       | −       |
| Dab. Docler – HC Nové Zámky                       | 1:4      | 3:2 (1:1, 2:0, 0:1)            | 2:3 (0:0, 1:3, 1:0) | 2:3 (0:1, 2:0, 0:2) | 3:4 n. V. (1:3, 0:0, 2:0, 0:1) | 1:3 (0:1, 0:2, 1:0) | –       | −       |

### Finale
| Serie                                    | Endstand | Spiel 1               | Spiel 2             | Spiel 3             | Spiel 4                        | Spiel 5 | Spiel 6 | Spiel 7 |
| Miskolci Jegesmedvék JSE – HC Nové Zámky | 4:0      | 5:0 (am grünen Tisch) | 7:0 (0:0, 3:0, 4:0) | 3:2 (0:1, 2:1, 1:0) | 5:4 n. V. (0:1, 1:3, 3:0, 1:0) | –       | –       | –       |